# Seaton (Rutland)
Pour les articles homonymes, voir Seaton.
Seaton est un village et une paroisse civile situé dans le Rutland, en Angleterre.